# Morgan Håkansson
Morgan Håkansson właściwie Patrick Niclas Morgan Steinmeyer Håkansson (ur. 25 czerwca 1973 w Norrköping), znany również jako Evil – szwedzki muzyk, kompozytor, wokalista, autor tekstów i multiinstrumentalista. Morgan Håkansson znany jest przede wszystkim jako gitarzysta blackmetalowej grupy Marduk (pozostaje jedynym członkiem oryginalnego składu tego zespołu). W latach 1991–2005 występował w zespole Abruptum. Od 2011 gra na gitarze basowej w heavymetalowej grupie Death Wolf. Jako autor tekstów współpracował z formacją Triumphator.

## Dyskografia
- Marduk - Dark Endless (1992, Osmose Productions)
- Marduk - Those of the Unlight (1993, Osmose Productions)
- Abruptum - Obscuritatem Advoco Amplectere Me (1993, Deathlike Silence Productions)
- Marduk - Opus Nocturne (1994, Osmose Productions)
- Abruptum - In Umbra Malitae Ambulabo, In Aeternum In Triumpho Tenebrarum (1994, Deathlike Silence Productions)
- Marduk - Heaven Shall Burn... When We Are Gathered (1996, Osmose Productions)
- Abruptum - Vi Sonas Veris Nigrae Malitiaes (1996, Full Moon Productions)
- Marduk - Nightwing (1998, Osmose Productions)
- Marduk - Panzer Division Marduk (1999, Osmose Productions)
- Triumphator - Wings of Antichrist (1999, Necropolis Records, słowa)
- Marduk - La Grande Danse Macabre (2001, Blooddawn Productions)
- Marduk - World Funeral (2003, Blooddawn Productions)
- Devils Whorehouse - Revelation Unorthodox (2003, Regain Records)
- Marduk - Plague Angel (2004, Blooddawn Productions)
- Abruptum - Casus Luciferi (2004, Blooddawn Productions)
- Marduk - Rom 5:12 (2007, Blooddawn Productions)
- Marduk - Wormwood (2009, Regain Records)
- Death Wolf - Death Wolf (2011, Regain Records)
- Abruptum - Potestates Apocalypsis (2011, Blooddawn Productions)
- Marduk - Serpent Sermon (2012, Blooddawn Productions)

## Filmografia
- Black Metal: The Music of Satan (2011, film dokumentalny, reżyseria: Bill Zebub)